# Ahmad Sa'd
Ahmad Sa'd (Arabisch: أحمد سعد, Hebreeuws: אחמד סעד) (mandaatgebied Palestina, 25 november 1945 - 20 april 2010) was een Arabisch-Israëlisch econoom, journalist en communistisch politicus.
Sa'd groeide op in het Galilese Abu Sinan, een Arabisch-Israëlische plaats waar zijn familie vanwege de Arabisch-Israëlische Oorlog van 1948 was terechtgekomen. Hij sloot zich op vrij jonge leeftijd bij de communistische beweging aan en werd tot 1966 door het Israëlische leger gezocht. Omdat het hem niet was toegestaan het vak van leraar uit te oefenen, moest hij genoegen nemen met een baan in de bouw. Aan de Universiteit van Leningrad promoveerde hij in zowel de economie als de politieke economie.
Hij was als redacteur verbonden aan de Arabisch-Israëlische krant Al-Ittihad, schreef ook in buitenlandse bladen en een negental boeken over economie en Arabisch-Israëlische kwesties. In diverse organisaties van Arabisch-Israëlische en communistische signatuur zette hij zich in voor de belangen en de rechten van de Palestijnse inwoners van Israël. Verder leidde hij het Tumas Institute for Social and Political Research in Haifa.
Sa'd was lid van de communistische politieke partij Maki en van het zeer linkse volksfront Hadash, waarbinnen Maki een belangrijke plek inneemt. In een samenwerkingsverband met de Arabisch-Israëlische partij Balad zetelde hij van 17 juni 1996 tot 7 juni 1999 voor Hadash in de 14e Knesset, waarin hij zich onder meer met financiële zaken bezighield. Voor de parlementsverkiezingen van 2009 stond hij op een lage, symbolische plaats op de kandidatenlijst van Hadash en werd niet verkozen.
In het voorjaar van 2010 overleed Ahmad Sa'd op 64-jarige leeftijd ten gevolge van een langdurige ziekte.
- Bibliothèque nationale de France: cb18082500s (data)
- International Standard Name Identifier: 0000 0000 7267 4152
- Library of Congress Control Number: nr97024172
- Nationale Bibliotheek van Israël: 987007401002005171
- Virtual International Authority File: 54054798
- WorldCat: E39PBJjRWw9GhDHXyrXK7mQ8YP